# Vidkunn Hveding
Vidkunn Hveding (* 27. März 1921 in Orkdal, Sør-Trøndelag; † 19. Mai 2001 in Tysfjord) war ein norwegischer Politiker der konservativen Høyre, der zwischen 1981 und 1985 Minister für Öl und Energie in der Regierung Willoch war.

## Leben

### Ingenieur, Wirtschaftsmanager und Hochschullehrer
Hveding, Sohn des Lektors Johan Hveding sowie der Lehrerin Ida Songlid, begann nach dem Schulbesuch 1940 ein Studium im Fach Bauingenieurwesen an der Norwegischen Technischen Hochschule (NTH) in Trondheim und schloss dieses Studium 1946 ab. 1945 war er Vorsitzender des dortigen Gemeinsamen Studentenausschusses. Im Anschluss war er zwischen 1946 und 1948 Assistenzingenieur und Abteilungsingenieur beim Energieunternehmen Troms Kraft sowie danach Direktor im Kraftwerk in Bardufoss, ehe er von 1954 bis 1956 eine Professurvertretung für Wasserbau an der NTH übernahm. Anschließend war er für ein Jahr als Berater der Elektrizitäts-, Licht- und Energieverwaltung in Äthiopien tätig sowie für ein weiteres Jahr von 1957 bis 1958 Projektleiter für Noreno Brasil in São Paulo.
1958 übernahm Hveding die Professur für Wasserbau an der NTH in Trondheim und lehrte dort bis 1961. Daraufhin war er von 1961 bis 1963 Verwaltungsdirektor der Norwegischen Wasserressourcen- und Elektrizitätsverwaltung NVE (Norges Vassdrags- og Elektrisitetsvesen) und war als solcher auch Mitglied des Rates für Atomenergie sowie 1963 Vorsitzender des Beirates des Norwegischen Institutes für Wasserforschung NIVA (Norsk Institutt for Vannforskning ). Danach fungierte er zwischen 1963 und 1965 als Berater der Stiftung für arabische Wirtschaftsentwicklung in Kuwait.
Nach seiner Rückkehr nach Norwegen wurde er 1967 Ministerialrat (Departementsråd) im Industrieministerium (Industridepartementet), ehe er zwischen 1968 und 1975 Generaldirektor der NVE war. Zugleich war er von 1968 bis 1973 aufgrund dieser Funktion Mitglied des Staatlichen Energierates sowie zwischen 1969 und 1975 Mitglied des Staatlichen Ölrates. Daneben war er zwischen 1968 und 1975 auch Vorsitzender der norwegischen Delegation bei den vom World Energy Council (WEC) organisierten Weltenergiekonferenzen. Des Weiteren fungierte er von 1970 bis 1972 als Vize-Vorsitzender der Polytechnischen Vereinigung. Für seine Verdienste wurde er 1972 Kommandeur des Sankt-Olav-Orden. Daneben war er zwischen 1972 und 1974 auch Vizevorsitzender des Beirates der Staatlichen Ölgesellschaft.
Anschließend war er wiederum in Kuwait tätig, und zwar von 1975 bis 1977 als Berater der Industrial Bank of Kuwait. Danach übernahm er zahlreiche Funktionen in der Wirtschaft und war unter anderem von 1977 bis 1981 Vorsitzender des Aufsichtsrates des Ingenieurberatungsunternehmens Norconsult A/S sowie zwischen 1978 und 1981 Vorsitzender der Unternehmensversammlungen des Handelsunternehmens Aspelin-Stormbull Gruppen A/S. Des Weiteren fungierte er 1981 kurzzeitig ebenfalls als Aufsichtsratsvorsitzender von Norsk Elektrisk & Brown Boveri (NEBB) und der Reederei Den norske Amerikalinje A/S. Außerdem war er zwischen 1977 und 1981 freiberuflicher technisch-ökonomischer Berater und hielt Vorträge. Daneben engagierte er sich von 1978 bis 1981 im Ölausschuss der konservativen Høyre, deren Zentralvorstand er anschließend zwischen 1981 und 1983 als Mitglied angehörte.

### Öl- und Energieminister sowie Beratungstätigkeiten
Am 14. Oktober 1981 wurde Hveding von Statsminister (Ministerpräsident) Kåre Willoch zum Öl- und Energieminister (Statsråd, Olje- og Energidepartementet) in dessen Regierung berufen und bekleidete dieses Ministeramt bis zu seiner Ablösung am 8. Juni 1983 durch Kåre Kristiansen von der Kristelig Folkeparti (KrF). Zwischenzeitlich war er von 1981 bis 1982 auch Mitglied des Exportrates von Norwegen. 1982 wurde ihm die Kong Olavs 80 års medalje verliehen.
Nach seinem Ausscheiden aus der Regierung war er zwischen 1983 und 1985 Vorsitzender der Steuerungsgruppe für Energiebildung im Energieausschuss des Nordischen Ministerrates.
Daneben arbeitete er seit 1983 als Berater verschiedener Organisationen tätig, die sich mit der Elektrisierung in Entwicklungsländern befassten. Insbesondere beschäftigte er sich mit der Zusammenarbeit im Energiesektor in Ländern im südlichen Afrika sowie Zentralafrika. Zwischen 1983 und 1987 war er abermals Vorsitzender der Unternehmensversammlungen des Handelsunternehmens Aspelin-Stormbull Gruppen A/S. Daneben war er zwischen 1984 und 1987 erneut Vizevorsitzender des Beirates der Staatlichen Ölgesellschaft sowie außerdem Vorsitzender des Aufsichtsrates der Christiania Bank og Kreditkasse von 1984 bis 1990.
1986 wurde ihm die Kommandeurswürde des Orden von Oranien-Nassau verliehen. Zuletzt engagierte sich Hveding von 1993 bis 1998 als Vorsitzender des Beirates der PETRDAD-Stiftung, die die Entwicklung und Umsetzung von Bildungsprogrammen für Führungskräfte in Erdöl-Unternehmen in Entwicklungsländern und Schwellenländern zum Zweck hat. 1999 verlieh ihm die Norwegische Bauingenieursvereinigung, deren Ehrenmitglied er seit 1985 war, ihre Goldmedaille.

## Veröffentlichungen
- Forelesninger i vassbygging, Trondheim 1961
- Utredning vedrørende Norges energiforsyning, Oslo 1969
- Miljøvern og kraftbygging, Mitautor Fredrik H. Moe, Oslo 1970
- World Energy Conference Survey of Energy Resources, New York 1974
- Etter oljealderen - hva da?, Oslo 1974
- Alternative Pricing Policies and Energy Sources in Kuwait, in: Maurice Girgis: Industrial Progress in Small Oil Exporting Countries: The prospect for Kuwait, Colorado 1984
- Financial Engineering in der Projektfinanzierung: Das NOCO-Projekt, in: Jochim Süchting: Handbuch des Bankmarketing, Wiesbaden 1987
- Vannkraft i Norge, Trondheim 1992
- Hydropower development in Norway, Trondheim 1992